# Rivera de Taliga
Rivera de Taliga este o arie protejată (arie specială de conservare — SAC, sit de importanță comunitară — SCI) din Spania întinsă pe o suprafață de 120,82 ha, integral pe uscat.

## Localizare
Centrul sitului Rivera de Taliga este situat la coordonatele 38°36′25″N 7°14′02″W / 38.6069°N 7.2339°V.

## Înființare
Situl Rivera de Taliga a fost declarat sit de importanță comunitară în iunie 2012 pentru a proteja 17 specii de animale. Situl a fost protejat și ca arie specială de conservare în mai 2015.

## Biodiversitate
Situată în ecoregiunea mediteraneană, aria protejată conține 7 habitate naturale: Păduri de Quercus suber, Cursuri de apă de la nivel de câmpie la nivel montan, cu vegetație Ranunculion fluitantis și Callitricho-Batrachion, Dehesas cu Quercus spp. perene, Galerii de Salix alba și de Populus alba, Galerii și tufărișuri riverane sudice (Nerio-Tamaricetea și Securinegion tinctoriae), Pajiști umede mediteraneene cu ierburi înalte de Molinio-Holoschoenion, Pante stâncoase silicioase cu vegetație casmofită.
La baza desemnării sitului se află mai multe specii protejate:
- păsări (7): pescăruș albastru (Alcedo atthis), stârc cenușiu (Ardea cinerea), Galerida theklae, ciocârlie de pădure (Lullula arborea), prigoare (Merops apiaster), cormoran mare (Phalacrocorax carbo), nagâț (Vanellus vanellus)
- amfibieni (1): Discoglossus galganoi
- mamifere (1): vidră de râu (Lutra lutra)
- nevertebrate (1): fluturele auriu (Euphydryas aurinia)
- pești (5): Alosa alosa, Cobitis paludica, Luciobarbus comizo, Pseudochondrostoma willkommii, Rutilus alburnoides
- reptile (2): țestoasa de baltă (Emys orbicularis), Mauremys leprosa

Pe lângă speciile protejate, pe teritoriul sitului au mai fost identificate 5 specii de amfibieni, 2 specii de mamifere, 4 specii de nevertebrate, 6 specii de pești, 3 specii de reptile.